# Diaphanodon thuidioides
Diaphanodon thuidioides là một loài rêu trong họ Trachypodaceae. Loài này được Renauld & Cardot mô tả khoa học đầu tiên năm 1895.